# Храшче (Постојна)
Храшче (словен. Hrašče, итал. Crastie) је насељено место у општини Постојна, Приморско-нотрањска регија, Словенија.

## Историја
До територијалне реорганизације у Словенији било је у саставу старе општине Постојна.

## Становништво
У попису становништва из 2011. године, Храшче је имало 429 становника.
| Број становника према пописима | Број становника према пописима | Број становника према пописима |
| ------------------------------ | ------------------------------ | ------------------------------ |
| 1991                           | 2002                           | 2011                           |
| 341                            | 351                            | 429                            |

Напомена: Године 1994. извршене су мање размене територија између насеља Храшче и Хреновице.